# Келлерман, Франсуа Кристоф Эдмонд
Франсуа Кристоф Эдмонд Келлерман, 3-й герцог де Вальми (фр. François Christophe Edmond Kellermann, 3e duc de Valmy; 14 марта 1802, Париж, — 2 октября 1868, там же) — французский политик, сын Франсуа-Этьена Келлермана.
Член палаты депутатов при Луи-Филиппе. Опубликовал: De la force du droit et du droit de la force (1850), Histoire de la campagne de 1800 (1854 — по бумагам своего отца), Le génie des peuples dans les arts (1867) и несколько политических брошюр.